# 保和镇 (维西县)
保和镇，是中华人民共和国云南省迪庆藏族自治州维西傈僳族自治县下辖的一个乡镇级行政单位。

## 词源
1953年以“保卫世界和平”之义命名。

## 行政区划
保和镇下辖以下地区：
南路社区、白鹤山社区、十字社区和保和村。

## 中国传统村落
2013年8月，腊八底被评为第二批中国传统村落。